# Danish Taimoor
Danish Taimoor (urdu : دانش تیمور; nacido el 16 de febrero de 1983) es un actor, productor, presentador y ex modelo paquistaní. Taimoor comenzó su carrera como actor en 2005 y es conocido por sus papeles que retratan una forma de masculinidad tóxica en series de televisión en urdu, especialmente desde su avatar de antihéroe en el drama de 2018-2019 Ab Dekh Khuda Kya Karta Hai.  También ha trabajado en cine.
Sus dramas notables incluyen Rehaai (2013), Ab Dekh Khuda Kya Karta Hai (2018-2019), Deewangi (2019-2020), Ishq Hai (2021) y Kaisi Teri Khudgarzi (2022).

## Primeros años y educación
Taimoor nació el 16 de febrero de 1983 en Karachi y obtuvo su MBA en la Universidad de Karachi.

## Carrera

### Actor
Taimoor fue modelo antes de convertirse en actor. Comenzó su carrera como actor en televisión en 2005 con el drama de terror Mystery Series, apareciendo en dos episodios, Do Saal Baad y Drácula, que se emitieron en Indus Vision.  Más tarde actuó en numerosas series de televisión y telefilmes. Hizo su debut cinematográfico con el thriller Jalaibee de Yasir Jaswal en 2015.

### Productor
En 2016, Taimoor produjo el drama Shehrnaz, protagonizado por su esposa Ayeza. En 2018, produjo y protagonizó Haara Dil.

## Vida personal
El 8 de agosto de 2014 se casó con la actriz Ayeza Khan.